# Jamflavor
JamFlavor（ジャムフレイバー、英語: JamFlavor）は、男女2人組のボーカルユニットである。レーベルはavex infinity。

## 略歴
それぞれソロや別々のユニットで活動していたが、HODAKA（ホダカ）とMA’LIL（マリル）が同じイベントに出たことをきっかけとして、2014年、大阪で結成。2016年3月2日、1st Mini ALBUM「恋い焦がれ恋に瀕死」でエイベックスよりメジャーデビュー。ABC放送「今ちゃんの「実は...」」や「ビーバップハイヒール」などのエンディングテーマソングに抜擢。2nd Mini Albumに収録されている「come again」が有線放送関西地区お問い合わせランキング2位を獲得。2022年3月31日にこの日を最後に解散することをYouTube等にて発表した。解散後はそれぞれソロでの活動を開始。

## メンバー
- HODAKA（ホダカ)  
  - 三重県出身。身長174cm。血液型B型。

- MA’LIL（マリル)
  - 大阪府出身。身長156cm。血液型AB型。

## ディスコグラフィ

### シングル

#### 配信限定
- Just Craaazy??（2017年10月18日）
- コ ン フ リ ク ト（2020年07月15日）

### アルバム

#### インディーズ時代のアルバム
|   | 発売日         | タイトル | 収録曲 |
| - | -------------- | -------- | --- |
| 1 | 2014年12月12日 | Tasting  | 1.One Kiss,One Wish 2.Tripping out!!! 3.宇宙の隅 4.愛のさざなみ(cover) 5.Just be with you 6.I Can’t… 7.One Kiss,One Wish(KARAOKE) |

#### ミニアルバム
|   | 発売日         | タイトル           |
| - | -------------- | ------------------ |
| 1 | 2016年3月2日   | 恋い焦がれ恋に瀕死 |
| 2 | 2016年11月23日 | What's Jam?        |
| 3 | 2020年07月30日 | retest             |

## 出演

### ラジオ
- FM OSAKA（85.1）JamFlavorのキケンな「じゃむ」RADIO

### イベント
- 2016年06月11日 「ハウステンボス MUSIC FES.2016」出演